# Krasne-Kolonia
Krasne-Kolonia – część wsi Krasne w Polsce, położona w województwie lubelskim, w powiecie lubartowskim, w gminie Uścimów.
W latach 1975–1998 Krasne-Kolonia należało administracyjnie do województwa lubelskiego.
Wierni Kościoła rzymskokatolickiego należą do parafii św. Apostołów Piotra i Pawła w Uścimowie.